# Vitra Fire Station
Vitra Fire Station è un edificio progettato dall'architetta Zaha Hadid, costruito tra il 1991-1993 ad Weil am Rhein in Germania.

## Descrizione
Nel 1993, Hadid ha progettato una piccola caserma dei pompieri per l'adiacente complesso industriale di Weil-am-Rhein.
Il suo design, fatto di cemento grezzo a vista e vetro, è caratterizzato da superfici inclinate e oblique, da forme diagonali affilate che si intersecano verso il centro. Una volta completato, non è mai servito da caserma dei vigili del fuoco, poiché sono stati modificati i requisiti governativi sulle caserme dei pompieri. È stato destinato successivamente come spazio espositivo museale, con attualmente esposte le opere di Gehry e di altri architetti. Fu un'opera che segnò l'ascesa della carriera di Zaha Hadid.